# دودلي ك. هاسكيل
دودلي ك. هاسكيل (بالإنجليزية: Dudley C. Haskell)‏ هو مستكشف وسياسي أمريكي، ولد في 23 مارس 1842 في الولايات المتحدة، وتوفي في 16 ديسمبر 1883 بواشنطن العاصمة في الولايات المتحدة. حزبياً، نشط في الحزب الجمهوري. انتخب عضو مجلس نواب كنساس وانتخب عضو مجلس النواب الأمريكي.